# Rebecca Ghilardi
Rebecca Ghilardi (ur. 10 października 1999 w Seriate) – włoska łyżwiarka figurowa, startująca w parach sportowych z Filippo Ambrosinim. Uczestniczka igrzysk olimpijskich (2022),  wicemistrzyni (2023) i brązowa medalistka mistrzostw Europy (2024), medalistka zawodów z cyklu Grand Prix i Challenger Series, 5-krotna wicemistrzyni Włoch (2019–2023).

## Osiągnięcia

### Pary sportowe

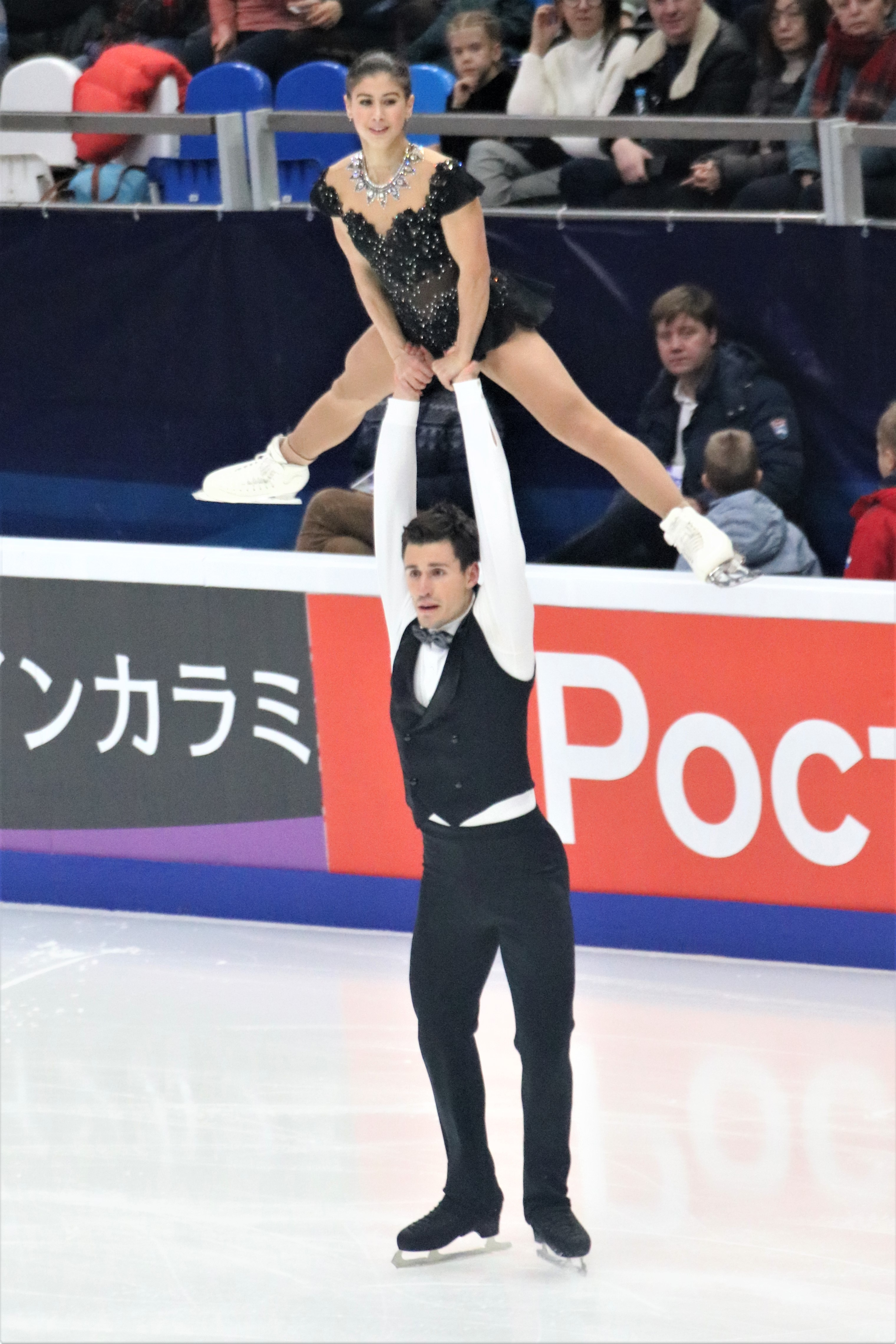
Ghilardi i Ambrosini na zawodach Rostelecom Cup 2019

Z Filippo Ambrosinim
| Zawody                        | 16–17          | 17–18          | 18–19          | 19–20          | 20–21          | 21–22          | 22–23          | 23–24          |                |                |                |                |                |                |                |                |                |
| Międzynarodowe                | Międzynarodowe | Międzynarodowe | Międzynarodowe | Międzynarodowe | Międzynarodowe | Międzynarodowe | Międzynarodowe | Międzynarodowe | Międzynarodowe | Międzynarodowe | Międzynarodowe | Międzynarodowe | Międzynarodowe | Międzynarodowe | Międzynarodowe | Międzynarodowe | Międzynarodowe |
| ----------------------------- | -------------- | -------------- | -------------- | -------------- | -------------- | -------------- | -------------- | -------------- | -------------- | -------------- | -------------- | -------------- | -------------- | -------------- | -------------- | -------------- | -------------- |
| Zimowe igrzyska olimpijskie   |                |                |                |                |                | 14             |                |                |                |                |                |                |                |                |                |                |                |
| Mistrzostwa świata            |                |                | 19             | C              | 17             |                |                |                |                |                |                |                |                |                |                |                |                |
| Mistrzostwa Europy            | 11             |                | 9              | 8              |                | 5              | 2              | 3              |                |                |                |                |                |                |                |                |                |
| GP Finał Grand Prix           |                |                |                |                |                |                | 5              | 5              |                |                |                |                |                |                |                |                |                |
| GP Cup of China               |                |                |                |                |                |                |                | 2              |                |                |                |                |                |                |                |                |                |
| GP Gran Premio d’Italia       |                |                |                |                |                | 5              |                |                |                |                |                |                |                |                |                |                |                |
| GP Grand Prix Espoo           |                |                |                |                |                |                | 1              |                |                |                |                |                |                |                |                |                |                |
| GP Grand Prix de France       |                |                |                | 8              | C              | 5              | 4              |                |                |                |                |                |                |                |                |                |                |
| GP NHK Trophy                 |                |                |                |                |                |                |                | 3              |                |                |                |                |                |                |                |                |                |
| GP Rostelecom Cup             |                |                |                | 7              |                |                |                |                |                |                |                |                |                |                |                |                |                |
| CS Alpen Trophy               |                |                | 2              |                |                |                |                |                |                |                |                |                |                |                |                |                |                |
| CS Finlandia Trophy           |                |                |                |                |                |                |                | 2              |                |                |                |                |                |                |                |                |                |
| CS Golden Spin Zagrzeb        |                |                |                | 6              |                |                |                |                |                |                |                |                |                |                |                |                |                |
| CS Lombardia Trophy           | 3              |                | 6              |                |                | 3              |                |                |                |                |                |                |                |                |                |                |                |
| CS Memoriał Ondreja Nepeli    |                |                | 4              |                |                |                |                |                |                |                |                |                |                |                |                |                |                |
| CS Nebelhorn Trophy           |                |                | 6              |                | 1              |                |                |                |                |                |                |                |                |                |                |                |                |
| CS Tallinn Trophy             |                |                | 4              |                |                |                |                |                |                |                |                |                |                |                |                |                |                |
| CS U.S. International Classic |                |                |                |                |                |                | 1              |                |                |                |                |                |                |                |                |                |                |
| CS Warsaw Cup                 | 5              | 8              |                |                |                |                | 2              |                |                |                |                |                |                |                |                |                |                |
| Cup of Tyrol                  | 4              |                |                |                |                |                |                |                |                |                |                |                |                |                |                |                |                |
| International Challenge Cup   |                | 3              |                | 3              |                |                |                |                |                |                |                |                |                |                |                |                |                |
| International Cup of Nice     | 3              |                |                |                |                |                |                |                |                |                |                |                |                |                |                |                |                |
| Mentor Toruń Cup              |                | 2              |                |                |                |                |                |                |                |                |                |                |                |                |                |                |                |
| Minsk-Arena Ice Star          |                |                | 5              |                |                |                |                |                |                |                |                |                |                |                |                |                |                |
| Shanghai Trophy               |                |                |                | 4              |                |                |                |                |                |                |                |                |                |                |                |                |                |
| Volvo Open Cup                |                |                |                | 1              |                |                |                |                |                |                |                |                |                |                |                |                |                |
| Krajowe                       |                |                |                |                |                |                |                |                |                |                |                |                |                |                |                |                |                |
| Mistrzostwa Włoch             | 3              | 3              | 2              | 2              | 2              | 2              | 2              |                |                |                |                |                |                |                |                |                |                |

### Solistki
| Zawody                                | 11–12                                 | 12–13                                 | 13–14                                 | 14–15                                 | 15–16                                 |                                       |                                       |                                       |                                       |                                       |                                       |                                       |                                       |                                       |                                       |                                       |                                       |                                       |
| Międzynarodowe: Kategorie młodzieżowe | Międzynarodowe: Kategorie młodzieżowe | Międzynarodowe: Kategorie młodzieżowe | Międzynarodowe: Kategorie młodzieżowe | Międzynarodowe: Kategorie młodzieżowe | Międzynarodowe: Kategorie młodzieżowe | Międzynarodowe: Kategorie młodzieżowe | Międzynarodowe: Kategorie młodzieżowe | Międzynarodowe: Kategorie młodzieżowe | Międzynarodowe: Kategorie młodzieżowe | Międzynarodowe: Kategorie młodzieżowe | Międzynarodowe: Kategorie młodzieżowe | Międzynarodowe: Kategorie młodzieżowe | Międzynarodowe: Kategorie młodzieżowe | Międzynarodowe: Kategorie młodzieżowe | Międzynarodowe: Kategorie młodzieżowe | Międzynarodowe: Kategorie młodzieżowe | Międzynarodowe: Kategorie młodzieżowe | Międzynarodowe: Kategorie młodzieżowe |
| ------------------------------------- | ------------------------------------- | ------------------------------------- | ------------------------------------- | ------------------------------------- | ------------------------------------- | ------------------------------------- | ------------------------------------- | ------------------------------------- | ------------------------------------- | ------------------------------------- | ------------------------------------- | ------------------------------------- | ------------------------------------- | ------------------------------------- | ------------------------------------- | ------------------------------------- | ------------------------------------- | ------------------------------------- |
| Bavarian Open                         |                                       | 6 AN                                  | 5 J                                   |                                       |                                       |                                       |                                       |                                       |                                       |                                       |                                       |                                       |                                       |                                       |                                       |                                       |                                       |                                       |
| Denkowa-Stawiski Cup                  |                                       |                                       |                                       | 1 J                                   | 4 J                                   |                                       |                                       |                                       |                                       |                                       |                                       |                                       |                                       |                                       |                                       |                                       |                                       |                                       |
| Gardena Spring Trophy                 |                                       |                                       | 7 J                                   |                                       |                                       |                                       |                                       |                                       |                                       |                                       |                                       |                                       |                                       |                                       |                                       |                                       |                                       |                                       |
| Golden Bear Zagrzeb                   |                                       |                                       |                                       |                                       | 2 J                                   |                                       |                                       |                                       |                                       |                                       |                                       |                                       |                                       |                                       |                                       |                                       |                                       |                                       |
| Lombardia Trophy                      | 4 AN                                  | 5 AN                                  | 1 AN                                  |                                       | 6 J                                   |                                       |                                       |                                       |                                       |                                       |                                       |                                       |                                       |                                       |                                       |                                       |                                       |                                       |
| Memoriał Hellmuta Seibta              |                                       |                                       |                                       | 8 J                                   |                                       |                                       |                                       |                                       |                                       |                                       |                                       |                                       |                                       |                                       |                                       |                                       |                                       |                                       |
| Merano Cup                            |                                       |                                       |                                       | 5 J                                   |                                       |                                       |                                       |                                       |                                       |                                       |                                       |                                       |                                       |                                       |                                       |                                       |                                       |                                       |
| NRW Trophy                            |                                       | 11 AN                                 |                                       |                                       |                                       |                                       |                                       |                                       |                                       |                                       |                                       |                                       |                                       |                                       |                                       |                                       |                                       |                                       |
| Open d’Andorra                        |                                       |                                       |                                       | 1 J                                   |                                       |                                       |                                       |                                       |                                       |                                       |                                       |                                       |                                       |                                       |                                       |                                       |                                       |                                       |
| Skate Celje                           |                                       | 2 J                                   |                                       |                                       |                                       |                                       |                                       |                                       |                                       |                                       |                                       |                                       |                                       |                                       |                                       |                                       |                                       |                                       |
| Triglav Trophy                        |                                       | 5 AN                                  |                                       |                                       |                                       |                                       |                                       |                                       |                                       |                                       |                                       |                                       |                                       |                                       |                                       |                                       |                                       |                                       |
| Krajowe                               |                                       |                                       |                                       |                                       |                                       |                                       |                                       |                                       |                                       |                                       |                                       |                                       |                                       |                                       |                                       |                                       |                                       |                                       |
| Mistrzostwa Włoch                     | 13 N                                  | 2 N                                   | 2 J                                   |                                       | 4 J                                   |                                       |                                       |                                       |                                       |                                       |                                       |                                       |                                       |                                       |                                       |                                       |                                       |                                       |